# Zone de conservation des oiseaux de Gumserødøya
La Zone de conservation des oiseaux de Gumserødøya  est une aire protégée norvégienne qui est située dans le municipalité de Larvik, dans le comté de Vestfold.

## Description
La réserve naturelle de 0,089 km2 a été créée en 2009 et concerne une île plate et allongée avec des falaises rocheuses. L'île se situe entre Stavern et le Naverfjorden, et est un lieu de nidification important pour les Larinae et les sternes pierregarin. Une zone d'eau peu profonde entoure Gumserødøya. A marée basse, il est possible de passer du continent à l'île. La zone de conservation comprend également un certain nombre de récifs plus petits. Dans les zones de conservation des oiseaux, les oiseaux de mer doivent être autorisés à nicher en paix loin des humains. La zone est un lieu de reproduction pour l'huîtrier pie, le pluvier grand-gravelot, la mouette rieuse, le goéland cendré, le goéland argenté, le goéland marin et la sterne pierregarrin.
Objectif de conservation : prendre soin de l'avifaune et du milieu de vie des oiseaux lié à une zone de nidification importante pour de nombreuses espèces d'oiseaux marins.

## Galerie

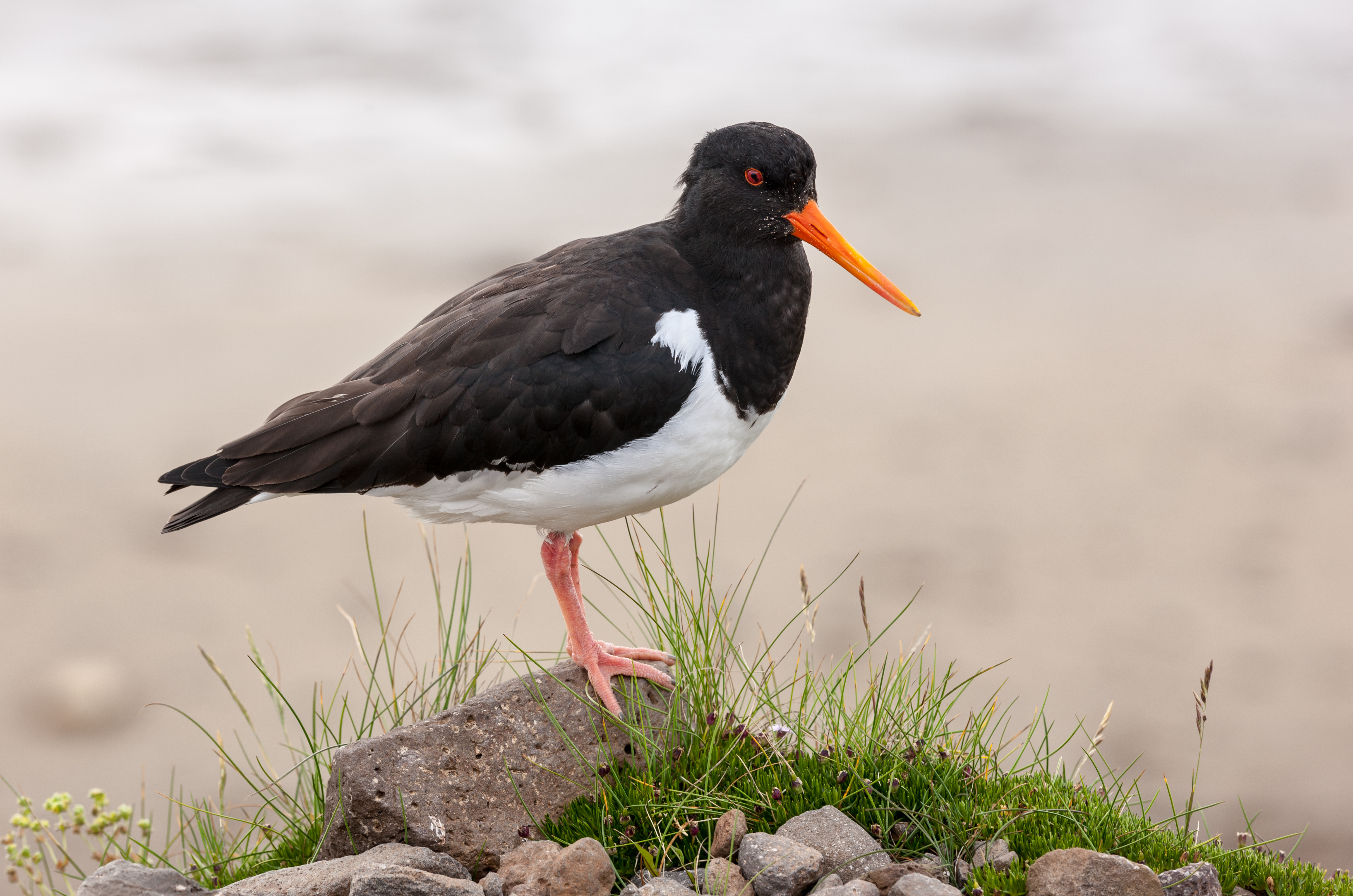
Huîtrier pie
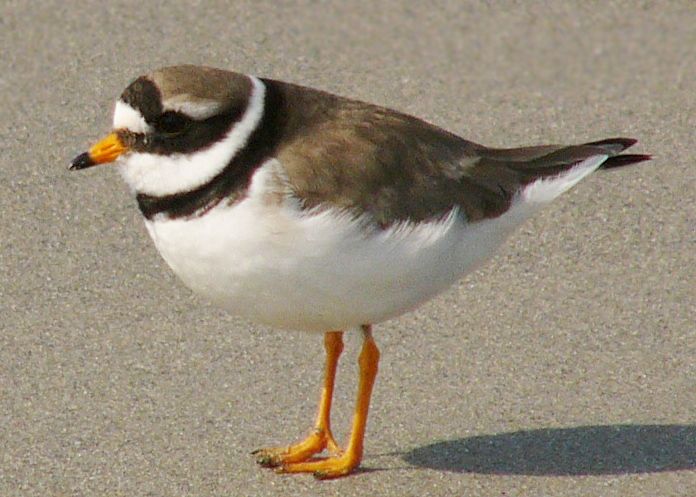
Pluvier grand-gravelot
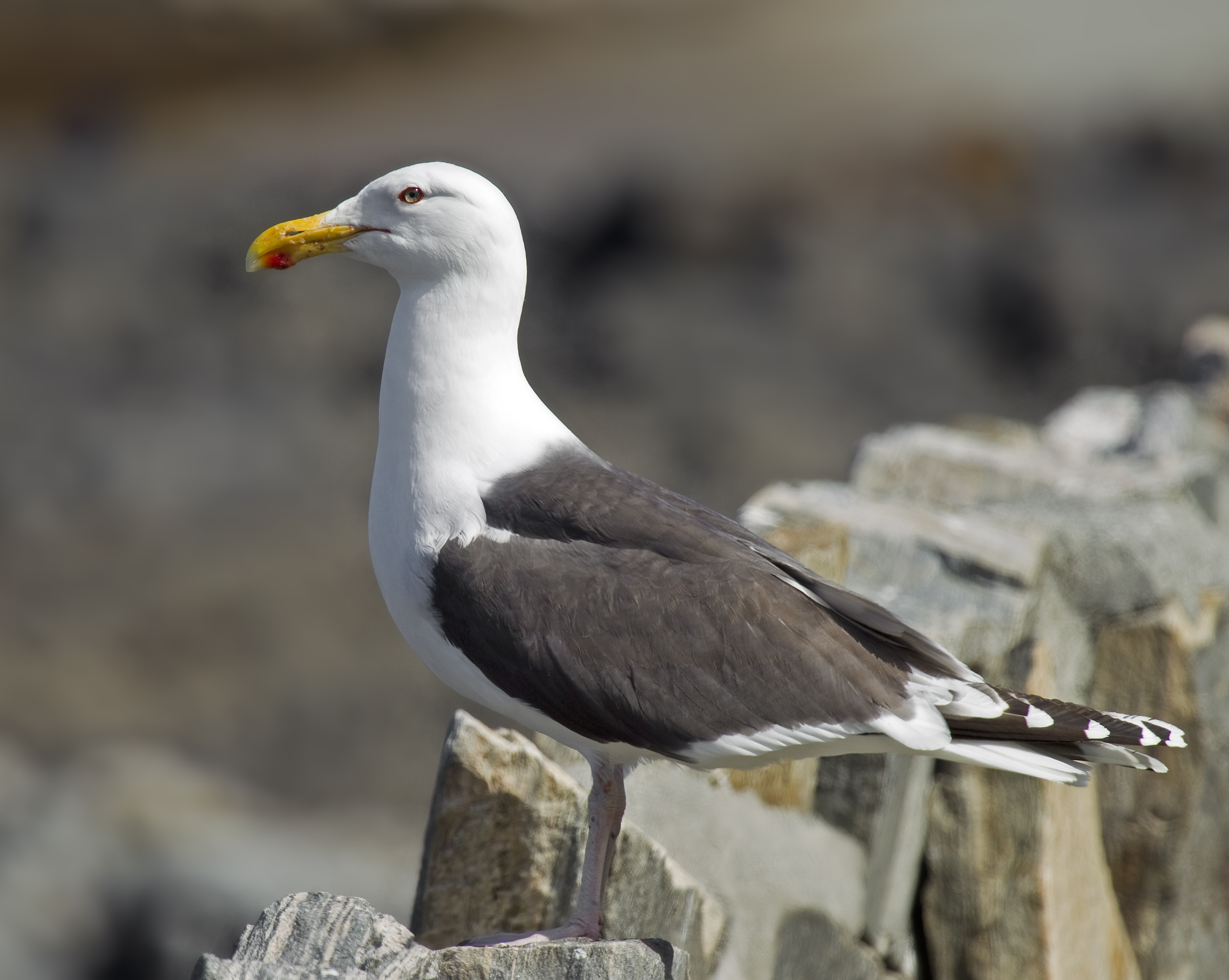
Goéland marin